# Nortrup
Nortrup là một đô thị của huyện Osnabrück, bang Niedersachsen, Đức. Đô thị này có diện tích 27,08 km².